# Einstein-probleem
In de vlakke meetkunde  vraagt het einstein-probleem naar het bestaan van een enkele prototegel die op zichzelf een aperiodieke verzameling prototegels vormt, dat wil zeggen een vorm die de ruimte kan betegelen, maar alleen op een niet-periodieke manier. Zo'n vorm wordt een einstein genoemd, een woordspeling op ein Stein, Duits voor "één steen". De naam heeft dus niets te maken met Albert Einstein.
Afhankelijk van de specifieke definities van niet-periodiciteit en de specificaties van welke verzamelingen kunnen worden gekwalificeerd als tegels en wat de regels voor overeenkomsten zijn, is het probleem open of opgelost. Het einstein-probleem kan worden gezien als een natuurlijke uitbreiding van het tweede deel van het achttiende probleem van Hilbert, dat vraagt om een enkel veelvlak dat euclidische 3-ruimte betegelt, maar zodanig dat geen mozaïekpatroon door dit veelvlak isohedraal is. Dergelijke anisohedrale tegels werden gevonden door Karl Reinhardt in 1928, maar deze anisohedrale tegels betegelen allemaal de ruimte op een periodieke manier.

## Voorgestelde oplossingen

De Socolar-Taylor-tegel is een voorgestelde oplossing voor het einstein-probleem.

Een van de oneindige familie van Smith-Myers-Kaplan-Goodman-Strauss-tegels. Gele tegels zijn de gespiegelde versies van de blauwe tegels.

In 1988 ontdekte Peter Schmitt een enkel aperiodieke prototegel in de driedimensionale euclidische ruimte. Hoewel geen enkele betegeling door deze prototegel een translatie als symmetrie toelaat, hebben sommige een schroefsymmetrie. De schroefbewerking omvat een combinatie van een translatie en een rotatie over een irrationeel veelvoud van π, dus een aantal herhaalde bewerkingen levert nooit een zuivere translatie op. 
Deze constructie werd vervolgens door John Horton Conway en Ludwig Danzer uitgebreid tot een convexe aperiodische prototegel, de Schmitt-Conway-Danzer-tegel. De aanwezigheid van de schroefsymmetrie resulteerde in een herevaluatie van de vereisten voor niet-periodiciteit. Chaim Goodman-Strauss suggereerde dat een tegelwerk als sterk aperiodiek wordt beschouwd als het geen oneindige cyclische groep euclidische bewegingen als symmetrieën toelaat, en dat alleen verzamelingen tegels die een sterke aperiodiciteit afdwingen sterk aperiodiek worden genoemd, terwijl andere verzamelingen zwak aperiodiek moeten worden genoemd.
In 1996 ontwierp Petra Gummelt een gedecoreerde tienhoekige tegel en toonde aan dat wanneer twee soorten overlappingen tussen paren tegels zijn toegestaan, de tegels het vlak kunnen bedekken, maar alleen niet-periodiek. Een betegeling wordt meestal opgevat als een bedekking zonder overlappingen, en daarom wordt de Gummelt-tegel niet als een aperiodieke prototegel beschouwd.
Een aperiodieke tegelverzameling in het euclidische vlak die uit slechts één tegel bestaat – de Socolar-Taylor-tegel – werd begin 2010 voorgesteld door Joshua Socolar en Joan Taylor. Deze constructie vereist bijpassende regels, regels die de relatieve oriëntatie van twee tegels beperken en die verwijzen naar decoraties die op de tegels zijn getekend, en deze regels zijn van toepassing op paren van niet-aangrenzende tegels. Als alternatief kan een onversierde tegel zonder bijpassende regels worden geconstrueerd, maar de tegel is niet verbonden. De constructie kan worden uitgebreid tot een driedimensionale, verbonden tegel zonder bijpassende regels, maar deze tegel staat betegelingen toe die periodiek in één richting zijn, en dus slechts zwak aperiodiek. Bovendien wordt de tegel niet zomaar aangesloten.
In 2022 ontdekte hobbyist David Smith een hoedvormige tegel gevormd uit acht exemplaren van een vliegervorm van 60°-90°-120°-90°, aan de randen samengevoegd, die het vlak alleen aperiodiek leek te betegelen. Smith vroeg de hulp van wiskundigen Craig S. Kaplan, Joseph Samuel Myers en Chaim Goodman-Strauss, en in 2023 plaatste de groep een voordruk die bewees dat de hoed, samen met zijn spiegelbeeld, een aperiodieke prototegel-set vormt. Bovendien kan de hoed worden gegeneraliseerd naar een oneindige familie van tegels met dezelfde aperiodische eigenschap. Hun bewijs wacht op een peer-review en formele publicatie.
In mei 2023 werd door hetzelfde team ook een Einstein tegel ontdekt die zichzelf niet als spiegelbeeld nodig heeft om een aperiodiek patroon te vormen. Deze tegel kreeg de naam 'spectre'.